# Flagy (Górna Saona)
Flagy – miejscowość i gmina we Francji, w regionie Burgundia-Franche-Comté, w departamencie Górna Saona.
Według danych na rok 1990 gminę zamieszkiwało 166 osób, a gęstość zaludnienia wynosiła 17 osób/km² (wśród 1786 gmin Franche-Comté Flagy plasuje się na 578. miejscu pod względem liczby ludności, natomiast pod względem powierzchni na miejscu 450.).